# 隅谷守男
隅谷 守男（すみや もりお、1944年6月9日 - 1975年9月9日）は、日本のオートバイレーサー。群馬県佐波郡境町（現:伊勢崎市境町）出身。

## 経歴
日本人で初めて鈴鹿サーキットで2分30秒を破り、マイク・ヘイルウッドの持つコースレコードを破ったホンダRSC契約ライダー。
鈴鹿サーキットのS字コーナーからダンロップコーナーまでの切り返しを逆操舵走法でマシンを操り、ストレートで抜かれても、S字までには抜き返すという走行技術でホンダのホームグラウンドである鈴鹿で絶大な人気を誇った。
軽量高出力の2サイクルワークスマシンに対し、市販車ベースの非力なSOHC4サイクルマシンで前述のコーナリング技法を駆使して対抗し、特に、カワサキワークスの和田正宏との戦いは、デッドヒートとして多くのロードレースファンを魅了した。

## 所属
- 1961年 - 1963年 ： 明和会オートバイ部
- 1964年 - 1969年 ： ブルーヘルメットMSC
- 1970年 - 1975年 ： ホンダRSC契約テクニカルスポーツ所属

## 主な成績

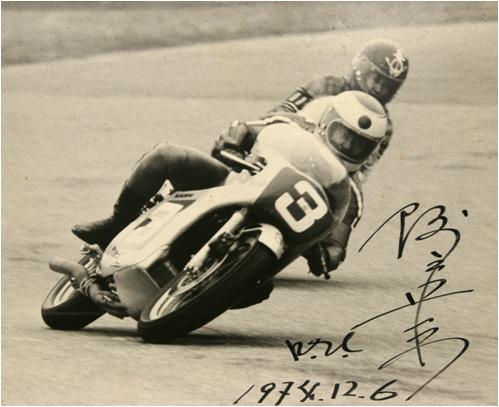
CB500改 鈴鹿サーキットにて

- 1965年 ： MFJジュニア 350cc チャンピオン
- 1969年 ： MFJセニア 125cc、251cc以上 ダブルチャンピオン[2]
- 1972年 ： MFJセニア FL（改造自由）クラス 鈴鹿全戦優勝 （FLクラス設定されたが選手権対象外）
- 1973年 ： AMAデイトナ200マイル 6位[3][4][5]
- 1975年9月9日 ： フランス・ルマンブガッティサーキットにて転倒により他界

## 年譜

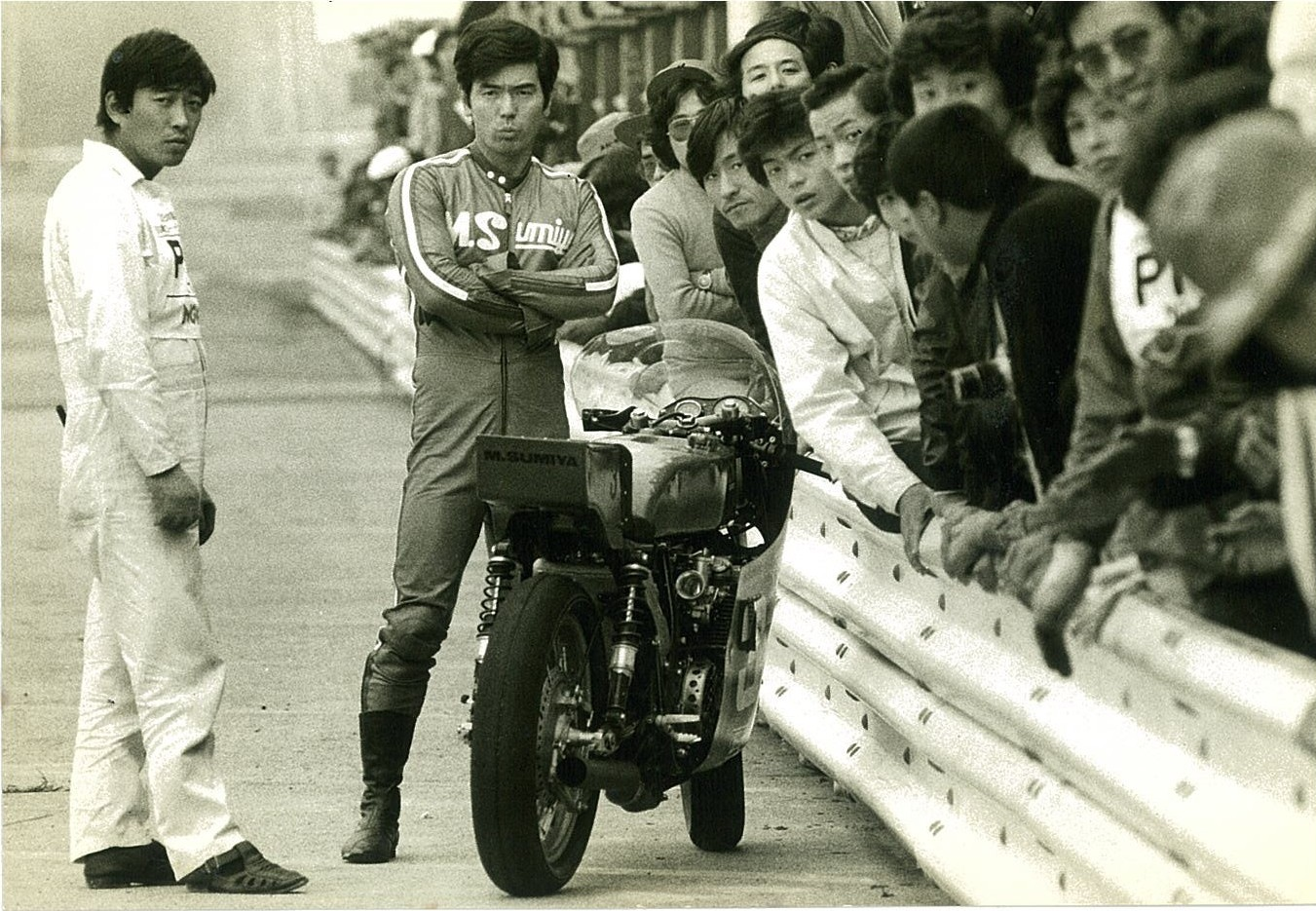
RSC打田宏メカニックと鈴鹿サーキットピット前（カウル形状等から1974年10月GP時と推察）

- 1961年（昭和36年）本田技研工業株式会社・埼玉製作所（和光）に入社、明和会オートバイ部よりレースに参加。
- 1964年（昭和39年）研究所のブルーヘルメットMSCからスクランブル・ダート・モトクロス・ロードレースと幅広く参戦した。頭角を現し始めたのは、1965年（昭和40年）MFJ第一回鈴鹿ロードレース大会350ccクラスでの優勝。
- 1966年（昭和41年）株式会社本田技術研究所に籍を移す。
- 1967年（昭和42年)鈴鹿10時間耐久ロードレース大会2位。
- 1968年、1969年[6]、1970年の鈴鹿10時間耐久ロードレース大会3連覇をペア菱木哲哉と達成した。
- 1969年（昭和44年）全日本選手権シリーズでセニア125ccと251以上の2クラスのチャンピオンを獲得し、ヨーロッパ視察派遣選手になる。
- 1969年年末　ホンダRSC契約テクニカルスポーツ所属.
- 1970年（昭和45年）2度の渡欧　イギリスでレース出場　6月マロリーパーク en:Mallory_Park　CB350　6位、9月マロリーパーク CB750　リタイヤ（中村良夫同行）。
- 1971年（昭和46年）3月CB500Fourが市販車となり、それをベースにRSC-CB500改にて、9月日本GPに初登場し3位。
- 1972年（昭和47年）4月全日本選手権第一戦鈴鹿ロードレース大会で、ロードレース界の悲願であった鈴鹿2分30秒の壁を日本人として初めて破って優勝を果たした。続く、6月の全日本第二戦鈴鹿大会では、レース6周目に2分28秒７の新記録を樹立しての圧勝優勝。この記録で、マイク・ヘイルウッド／MV350ccが1965年10月に樹立した2分28秒9の鈴鹿コースレコードを塗り変えた。さらに10月の日本GPでは、予選で2分27秒７の新記録を塗り替えてポールポジションを獲得し、レースでも圧勝優勝。グランプリライダーの鈴鹿レコードタイムを塗り替えて、日本のオートバイロードレース界が新たな段階に入った事を実証し、希望を与えてくれた。
- 1973年（昭和48年）3月デイトナ200マイルレース（英語版）に出場、予選35位、決勝6位、日本人デイトナ初入賞（中村良夫同行）。4月全日本選手権第2戦鈴鹿、カワサキ和田正宏とのデッドヒートを制し優勝（4in1マフラー、スリックタイヤ）。
- 1974年（昭和49年）10月　全日本選手権第6戦鈴鹿日本GP3位。
- 1975年（昭和50年）9月9日　フランス・ルマン・ブガッティ・サーキットCB500R (750cc) 耐久車にてボルドー24時間耐久レースに向けた練習中のミューゼアム（MUSEUM）コーナーにて転倒により他界。

## 戦績
| 西暦 | 和暦 (昭和) | 年齢 | 日付 | 内容 |
| ---- | ----------- | ---- | --- | --- |
| 1963 | 38          | 19   | ３月 | 第１回アマチュア耐久ロードレース リタイヤ CB72 |
| 1963 | 38          | 19   | ６月９日                                                                                                   | 第１回ダートトラックレース ５位 CL72 |
| 1963 | 38          | 19   | ９月１５日                                                                                                 | ＭＦＪグランドレース 250ｃｃ ５位 |
| 1964 | 39          | 20   | ４月１２日                                                                                                 | モトクロス日本グランプリ（相馬ヶ原） 250cc ６位                                                                                                   |
| 1964 | 39          | 20   | ５月１０日                                                                                                 | 第１回東日本熱海モトクロス大会 250cc 10位 |
| 1965 | 40          | 21   | | ジュニアライセンス取得（グリーンスタンプ：全ての競技に出場可能）                                                                                  |
| 1965 | 40          | 21   | ※この時のMFJライセンスは、セニア（インターナショナル）・ジュニア（グリーン・レッド）・アマチュアの各クラス | |
| 1965 | 40          | 21   | １月 | ＴＭＡスクランブルス 250cc １位 |
| 1965 | 40          | 21   | ５月３日                                                                                                   | 第１回ＭＦＪジュニアロードレース（鈴鹿） 350cc（CB77）優勝                                                                                        |
| 1965 | 40          | 21   | ７月３１日                                                                                                 | 鈴鹿24時間耐久ロードレース (CB77） リタイヤ |
| 1965 | 40          | 21   | ９月１２日                                                                                                 | 第２回ＭＦＪジュニアロードレース（鈴鹿） 350cc ３位                                                                                               |
| 1965 | 40          | 21   | １０月２４日                                                                                               | 第３回ＭＦＪジュニアロードレース（鈴鹿） 350cc ７位                                                                                               |
| 1965 | 40          | 21   | 不明 | 第3回全日本ダートトラックレース大会 250cc ２位 |
| 1966 | 41          | 22   | ６月１８日                                                                                                 | 浜松グランドレース ジュニア251cc ３位 |
| 1966 | 41          | 22   | １１月６日                                                                                                 | ジュニア選手権鈴鹿ロードレース 350cc 12位 |
| 1967 | 42          | 23   | ４月 | 埼玉モトクロス ジュニア250ｃｃ １位 |
| 1967 | 42          | 23   | ４月１２日                                                                                                 | 第13回スピードスクランブル ジュニア250cc １位 |
| 1967 | 42          | 23   | ８月１３日                                                                                                 | 全日本選手権鈴鹿１２時間耐久ロードレース セニア251cc ２位                                                                                         |
| 1967 | 42          | 23   | １０月２９日                                                                                               | 全日本選手権鈴鹿ロードレース セニア251cc以上 ２位                                                                                                 |
| 1967 | 42          | 23   | ロードレースランキング セニア251cc ２位                                                                    | |
| 1967 | 42          | 23   | モトクロスランキング ジュニア250cc 13位                                                                    | |
| 1968 | 43          | 24   | ４月２１日                                                                                                 | 全日本選手権第２戦鈴鹿ロードレース セニア251cc ２位                                                                                               |
| 1968 | 43          | 24   | ８月１５日                                                                                                 | 全日本選手権鈴鹿10時間耐久ロードレース ジュニア・セニア251cc 優勝 CB450                                                                           |
| 1968 | 43          | 24   | １０月２７日                                                                                               | 全日本選手権第６戦鈴鹿ロードレース セニア251cc ３位                                                                                               |
| 1968 | 43          | 24   | ロードレースランキング セニア251cc ２位                                                                    | |
| 1969 | 44          | 25   | | セニアゼッケン ロードレース Ｎｏ.14＆11（日本ＧＰ）                                                                                               |
| 1969 | 44          | 25   | ４月１３日                                                                                                 | 全日本選手権第１戦富士ロードレース セニア125cc ２位、251cc ２位                                                                                   |
| 1969 | 44          | 25   | ４月２０日                                                                                                 | 全日本選手権第２戦鈴鹿ロードレース セニア125cc １位、251cc １位                                                                                   |
| 1969 | 44          | 25   | ５月１８日                                                                                                 | モトクロス日本ＧＰ セニア90cc CL90 ４位、セニア250cc HSQ250 リタイヤ                                                                              |
| 1969 | 44          | 25   | ６月２９日                                                                                                 | 全日本選手権第３戦鈴鹿ロードレース セニア125cc ３位、251cc １位                                                                                   |
| 1969 | 44          | 25   | ８月１７日                                                                                                 | 全日本選手権第４戦鈴鹿10時間耐久ロードレース セニア251cc １位 CB750Four                                                                           |
| 1969 | 44          | 25   | １０月１９日                                                                                               | 全日本選手権第６戦鈴鹿・日本GP セニア125cc ３位、251cc １位                                                                                       |
| 1969 | 44          | 25   | ロードレースランキング セニア125cc チャンピオン                                                            | |
| 1969 | 44          | 25   | ロードレースランキング セニア251cc チャンピオン                                                            | |
| 1970 | 45          | 26   | | セニアゼッケン ロードレース Ｎｏ.１、モトクロス Ｎｏ.16                                                                                           |
| 1970 | 45          | 26   | ４月１９日                                                                                                 | 全日本選手権第１戦鈴鹿ロードレース セニア251cc ４位 CB350                                                                                         |
| 1970 | 45          | 26   | ６月１４日                                                                                                 | イギリス・マロリーパーク ６位 CB350 （MFJ渡欧１回目）                                                                                             |
| 1970 | 45          | 26   | ８月９日                                                                                                   | 全日本選手権第３戦鈴鹿10時間耐久ロードレース ジュニア・セニア251cc １位 CB750Four                                                                 |
| 1970 | 45          | 26   | ９月２０日                                                                                                 | イギリス・マロリーパーク リタイヤ CB750Four （渡欧２回目）                                                                                        |
| 1970 | 45          | 26   | ロードレースランキング セニア251cc ８位                                                                    | |
| 1971 | 46          | 27   | | セニアゼッケン ロードレース Ｎo.25 |
| 1971 | 46          | 27   | ８月８日                                                                                                   | 全日本選手権第４戦鈴鹿10時間耐久ロードレース CB750Four トラブル着外                                                                               |
| 1971 | 46          | 27   | クロムウェルヘルメット、ブルースーツスタイル                                                               | |
| 1971 | 46          | 27   | １０月１６日                                                                                               | 全日本選手権鈴鹿ロードレース第３回日本GP セニア251cc ３位 CB500改での初出場                                                                       |
| 1971 | 46          | 27   | フルフェイス、ブルースーツスタイル                                                                         | |
| 1972 | 47          | 28   | | セニアゼッケン ロードレース Ｎo.３ |
| 1972 | 47          | 28   | ＦＬ750cc(フォーミュラ・リブレ)クラス新設                                                                  | |
| 1972 | 47          | 28   | ４月３０日                                                                                                 | 全日本選手権鈴鹿ロードレース セニア ＦＬ750cc CB500改 １位 30秒の壁破る 2'29"9                                                                    |
| 1972 | 47          | 28   | ６月１１日                                                                                                 | 全日本選手権鈴鹿ロードレース セニア ＦＬ750cc CB500改 １位 新記録樹立 2'28"7                                                                      |
| 1972 | 47          | 28   | １０月１５日                                                                                               | 全日本選手権第６戦鈴鹿ロードレース 日本GP FL251cc CB500改 １位 新記録更新2'27"7                                                                   |
| 1973 | 48          | 29   | | セニアゼッケン ロードレース No.１ |
| 1973 | 48          | 29   | RSC・隅谷スクール開校（鈴鹿） モトクロスライダー養成                                                       | |
| 1973 | 48          | 29   | ３月１１日                                                                                                 | デイトナ200マイル６位入賞日本人初 CB750Four ホンダ最上位（予選35位） ホンダ勢：予選 Ｒレイマン23位、Ｓマクローリン26位 、優勝Ｊサーリネン予選12位 |
| 1973 | 48          | 29   | ４月２９日                                                                                                 | 全日本選手権第２戦鈴鹿ロードレース ＦＬ750cc 優勝（スリックリヤタイヤ・４in１集合マフラー） カワサキH2R和田正宏選手とのデッドヒート               |
| 1973 | 48          | 29   | ６月３日                                                                                                   | 全日本選手権第３戦鈴鹿ロードレース 4日前の転倒により不出場                                                                                        |
| 1973 | 48          | 29   | １０月２１日                                                                                               | 全日本選手権第６戦鈴鹿ロードレース 日本ＧＰ ＦＬ750cc リタイヤ                                                                                    |
| 1974 | 49          | 30   | | セニアゼッケン ロードレース No.３ |
| 1974 | 49          | 30   | ４月２８日                                                                                                 | 全日本選手権第１戦鈴鹿ロードレース ＦＬ750cc リタイヤ                                                                                             |
| 1974 | 49          | 30   | ６月２日                                                                                                   | 全日本選手権第２戦鈴鹿ロードレース ＦＬ750cc 不出場                                                                                               |
| 1974 | 49          | 30   | ７月２１日                                                                                                 | 全日本選手権第４戦鈴鹿ロードレース ＦＬ750cc リタイヤ（４ｉｎ１マフラー）                                                                         |
| 1974 | 49          | 30   | １０月１３日                                                                                               | 全日本選手権第６戦鈴鹿ロードレース 日本ＧＰ ＦＬ750cc ３位                                                                                        |
| 1974 | 49          | 30   | １１月１０日                                                                                               | モトクロスGP谷田部大会視察 |
| 1975 | 50          | 31   | | セニアゼッケン ロードレース No.15 |
| 1975 | 50          | 31   | ９月９日                                                                                                   | フランス･ルマンブガッティサーキットにてルマン24時間に向けての練習中(CB500R)、 ミューゼアム(MUSEUM)コーナーにて転倒 他界 享年31歳                  |

## 参考データ １
| 項目       | 日付       | タイム    | ライダー            | マシン            | マシン       |
| ---------- | ---------- | --------- | ------------------- | ----------------- | ------------ |
| 絶対記録   | 1965.10.23 | 2'28.9    | M.ヘイルウッド      | MV 350            | 工場レーサー |
| 非公式 ※１ | 1966       | 2'25.3    | M.ヘイルウッド      | ホンダ RC181      | 工場レーサー |
| 40秒の壁   | 1968       | 2'39.5    | 金谷 秀夫           | ヤマハ DS6 250cc  | 市販車改造   |
| 40秒の壁   | 1968       | 2'39.5    | 松永 喬             | ホンダ CB77 305cc | 市販車改造   |
|            | 1969.6.29  | 2'37.7    | 隅谷 守男           | ホンダ CB350      | 市販車改造   |
| 1969.10.19 | 2'34.5     | 隅谷 守男 | ホンダ CB350        | 市販車改造        |              |
| 30秒の壁   | 1970.10.24 | 2'30.9    | 金谷 秀夫           | ヤマハ RX 350cc   | 市販車改造   |
| 30秒の壁   | 1972.4.30  | 2'29.9    | 隅谷 守男           | ホンダ CB500改    | 市販車改造   |
| マイクの壁 | 1972.6.11  | 2'28.7    | 隅谷 守男           | ホンダ CB500改    | 市販車改造   |
| マイクの壁 | 1972.10.14 | 2'27.7    | 隅谷 守男           | ホンダ CB500改    | 市販車改造   |
|            | 1973.4.29  | 2'26.618  | 隅谷 守男           | ホンダ CB500改    | 市販車改造   |
| 1973.6.2   | 2'26.552   | 和田 正宏 | カワサキ H2-R 750cc | 市販車改造        |              |

※１　テスト中の非公式タイム　八重洲出版　モーターサイクリスト誌　1975年4月号　特別座談会　ホンダレース活動史より

## エピソード
- S字コーナーでの「逆操舵走法」

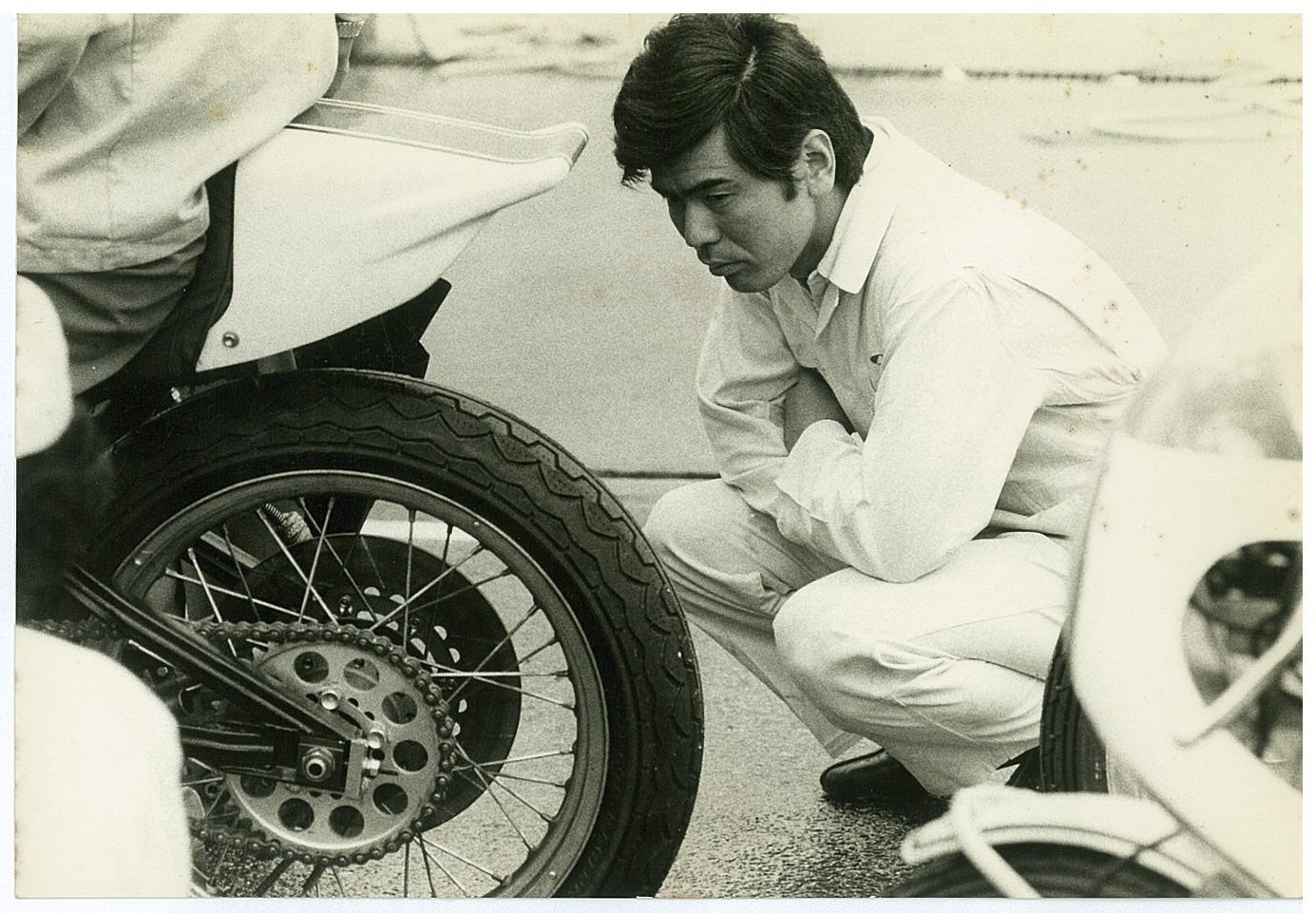
74年10月鈴鹿日本GPにて競合車（ヤマハ）を興味深く眺める隅谷

鈴鹿のS字にて左から右への切りかえしの際、隅谷選手は逆ハンドル操作を意図的に行い、左バンクから右バンクを瞬時完了させていたようだ。見ていると、切りかえし後車体が一瞬グラつく印象で、あたかもマシンの調子が悪いかのように思わせた。この操作は、正確に出来ないと転倒に至るリスクが高く、特別に高度なテクニックである。直線でのパワーに劣る性能を鈴鹿東コース、コーナー区間の圧倒的な速さで逆転してしまう、隅谷選手の大きな武器であったが、露出記事は見あたらない。しかしながら、ルマンでの事故後、ファンによる投書を集めた追悼記事　　に、“S字で「逆ハンをくれる」走りをみたかった”という表現が残されていた。
- 隅谷スクール

1972年9月にホンダよりCR250M市販モトクロッサー（不整地用競技車両：MX）が発売された。
RSCもMXワークス車のサポートを行っており、MX若手ライダーの育成を目的にトレーニングメニュー等の指導をしていた。
1974年11月全日本MX最終戦　谷田部大会には、レース視察している。
- ヘルメット＆革ツナギ（ライディングスーツ）

1969年　クロムウェルヘルメット（日の丸赤白）・ホスパイクゴーグル・ブラックスーツ(佐藤製作所）・ブーツ（カネチカ）>
1971年　9月日本GP　フルフェイスヘルメット（日の丸赤白）・ブルースーツ
1970年までは、ブラックスーツが主流であったが、71年にはカラーツナギがトップライダーから流行し始めていた。
- ヘルメットの中に入ってしまう革ツナギ（ライディングスーツ）

ブルーのツナギは、フルフェイスヘルメットに入ってしまうほど、薄く出来ていた。
墨田区向島・佐藤製作所製のツナギは、子牛革をさらに薄くした特別製で、軽量化を徹底していた。
- 隅谷選手とCB500R

1974年10月 日本GPで最後の3位表彰台を獲得したが、CB500改での鈴鹿タイム短縮は既に限界状態での表彰台であった。
ヨーロッパでは、ボルドー24時間耐久でホンダCB750fourベースのジャポートホンダが72-73年と連勝したが、
カワサキZ1（900）が1972年秋に発売され、1974年は、Z1ベースのエグリカワサキde:Fritz_Egliが圧勝し、Z1旋風を起こしていた。そのZ1旋風への対応か、1975年隅谷選手＋CB500500ベースの750ccで世界耐久選手権に挑んだ形となったが、隅谷選手亡き後のレースもZ1勢の後塵を拝している。隅谷選手が亡くなった1975年9月から一年も経たない1976年3月にHERT（ホンダエンデュランスレーシングチーム）が結成され、世界耐久選手権シリーズを1976年から席巻するRCBは、上位独占をするので不沈艦隊と呼ばれた。
- 当時の開発担当、野末壽保の証言

(CB750Fourの開発を回想しながら)現場のライダーじゃないと分からないいちばんいい例に、隅谷守男の例がありました。
彼がCB500Fourベースのレーサーで走っていたころのことです。'72年だったかな、彼は鈴鹿で樹立されたマイク・ヘイルウッドとMV3気筒レーサーのコースレコードをレースで破りたいと、燃えてました。
でも750じゃダメ、500じゃないと記録は破れないと言うんです。750はパワーはいいんだけど、あのコースを攻略するのに乗りやすいのは500だと。そのCB500Fourを550ccくらいにボアアップした状態のエンジンで、車体担当のボクヘ依頼されたのが、リヤフォーク（スイングアーム）を柔らかく造ってくれということでした。釣り竿みたいにしなって、剛性のないのにしてくれと。
普通は剛性を、ガッチリにしたいと思いそうなところですよね。ところが隅谷は、ヘイルウッドの走りを見てると、S字とかではスイングアームをしならせて、カウンターを切りながら走らせてるみたいだと。ああいう走法をしないと、彼を越せないと。そのためにはリヤが飛んでしまってはなにもならない、路面にタイヤがグリップした状態でアームがしなってくれないとダメだと言う。そうしないとタイヤが追従しないと言う。
だから、じゃあリヤフォークのピボットのところをゴムのブッシュかなんか入れたらどうかと聞くと、それではダメだと。しなるからいいんだと。スムーズに剛性がマイナスするようなリヤフォークを作ってくれと言う。
結局ボクはそのとおりに造って、隅谷はヘイルウッドの記録を超えました。私など設計屋では分からない部分を体感的に味わってこうだってはっきり言ってくれるのが、良いテスト屋であり、そうした彼らに支えられることも多かったです。テスト屋さんの話にそれてしまいましたけど、750もまた、色々とありながらいいステップアップになったモデルでした。
- 片山敬済の語る隅谷守男選手[10](youtubeからの文字起こし)

「ホンダの、超スペシャルテクニックを駆使していたライダーです。」
「よく考えたら、当時からホンダは2ストローク全盛の中に、4ストロークで挑戦していたんだね(WGPのNR500とも相通ずる部分：筆者追記)。」

「俺たちが練習走行で鈴鹿サーキットへ行くと、鈴鹿サーキットの主、ともいえる方だったからね、当たり前がごとく隅谷さんがおられて、当時日本のトップだったからね。いつも隅谷さんがいろんな伝説を残していてね、俺たちが走る鈴鹿サーキットを、彼はホンダ社員であり契約ライダーという立場だったので、彼は早朝、鈴鹿サーキットがオープンする前にランニングをしていた。俺がサーキットの路面を全部触って歩いた、みたいな感じで、彼はいつもそこをジョギングじゃなくて、本当に何分で走れるか？というような形で走っていた※。それから毎日一時間くらいのウェイトトレーニングをしたり、私に影響を与えたのはそのふたつに加えて、もうひとつ、座禅をしていた。隅谷さんがその三つをやっていたので、隅谷さんが鈴鹿サーキットを6キロ走るんだったら、俺は10キロ走る、隅谷さんがウェイトトレーニングを1時間やるなら2時間やる、という風に、量で上を行こうとして培った中のひとつに座禅があるんです。」
※加筆(片山敬済)：そのことを知ったのは、隅谷さんが当時のRSCの秋鹿さんに対して、「10何分台で今日は走った」と話すのを聞いたから。
「（先輩のライバルに対しても）まあ、ライダー同士だから、まずは挨拶だね。当時も鈴鹿サーキットにはドライバーサロン（ドラサロ）があって、その喫茶店に出入りしている時、挨拶させてもらったと思う。ちょうどドラサロの横のところに昔からホンダのワークショップがあったので、そこに隅谷さんは入り浸りのような状態だったから、よく顔を合わせることはあった。ガタイの大きな方でね。こんにちは、って。」
「（直接何かを教わったことはなかった？）そんなに近い関係ではなかったからね、ましてやヤマハと、ホンダ、そしてスズキ、カワサキ、全部敵でしょ。お互い。日本では4メーカーがあったから。そのどれもが走っていた、ホンダはファクトリーではないにしても、半ファクトリーみたいな形で隅谷さんが走っていた。菱木（哲也：筆者追記）さんという人とふたりで走っていた。このお二方たちが走っていた日本の黄金時代、だよね、1970、1971、1972年あたりは。私が最後まで走ったのは1974年までくらいまでじゃないかな、その頃ホンダはCB650改、という形で500をボアアップして650にしたような、重いマシンで走ってたね。」
「（野末さんの証言～wiki読み上げを聞いてのコメント）それは初めて知ったよ。"スイングアームのしなりを"というところとリンクするかどうかは別として、隅谷さんの走りでものすごく印象的だったのは、鈴鹿サーキットにはスプーンカーブという二つの複合カーブがあるんだけど、俺たちは二つ目の奥、外側は雨の日しか通らないのね、逆に雨の日にイン側に入ると、4輪のタイヤのゴミでイン側が全部つるつるで、すぐに転んじゃう。なので、外の黒いパッチで、だいたいスプーンカーブの1／4から1／5の外側のところだけ、新たに舗装しなおした黒いアスファルトのパッチ、というか一面ラインになっているんだけど、そこだけがグリップがいいのでそこを通るんだけど、晴れの日はそこを通らないわけよ。でも、隅谷さんが俺の前をヘアピンの立ち上がりから行ったとき、俺は後ろをついて行って、松っちゃん右右を過ぎて、スプーンのひとつ目を過ぎて、二つ目に入っていった。そこまでは全く同じライン取りだったのに、俺はバーッと早めにイン側へ入ったら、右のはるか奥の方に隅谷さんがいるわけ。「えっ、あれっ、隅谷さんどうしたんだろう、マシントラブルかな？」と一瞬思ったのよ、俺はイン側にいてそっち見てるから。ところが外側でマシンの音がするわけよ、ウォン、ウォン、ウォン、って3回ぐらい滑ってるのが聞こえるのよ。「あれっ？マシン滑ってる？？」というのが分かるわけよ。俺がイン側をペタペタペターって走ってるのに、隅谷さんがぐわーと来て、俺の目の前をかぶせてスロットル開いて全開で、俺がスプーン出た時には隅谷さんは遥か彼方にいると。全然違う走りをされていた。よくぞあんな走りが出来るな、と。ひとつ言えるのは、あのビッグマシンに装着されていたタイヤがグッドイヤーだったであろうこと。俺たちが履いていたKR83って言ったかな、729のコンパウンドの、当時はスリックタイヤはないんでパターンタイヤしかなかいんだけども、そのタイヤでは大きく滑らせることは出来なかった。スリックタイヤなら可能性はあったかもしれないけれども、それにしても、あんなに大きなスライドを自ら得てしてコントロールさせる。美しい以外の何物でもない。あれは、出来ない。そんな素晴らしいライディングをしていた隅谷さん。あこがれだったね、先輩ライダーはことごとく速かったから。1972年は出たレース全戦優勝？」
「惜しくも隅谷守男さんは、「今年でレースを引退する」と言ったその年(1975年：筆者追記)にルマンに行かれて、左コーナーでどうしてかまっすぐ行ってしまって、ガードレールに激突されて、命をなくしたんだけれども、あの方が今健在だったらいろんなテクニックをいろんなライダーに指導してたんじゃないかな？隅谷さんが（故）木山賢吾に身振り手振りで教えているシーンを俺は見てたから。当時鈴鹿サーキットの中にあったHRCで（鈴鹿にあったのはRSC：筆者追記）。隅谷守男さんのマシンの切り返し方、その後俺が片山塾でも教えていたアップサイドダウン、というテクニック。ハンドルバーをアップサイドダウンに切り返すんだ、と。これの利点は舵角を与えないので、雨の中でもフロントタイヤが滑らないんですよ。そのままマシンが返る。それがひとつ。もうひとつは、隅谷さんのマシンが重かった、ということ。ライディングしている写真があればよく見ていただきたいですけど、隅谷さんの左手も右手も、グリップラバーの外に小指が行っていて、限りなくハンドルバーの外を持っているんですね。アップサイドダウンの力が入れやすいように。普通のライダーは中央側をもってライディングするんだけども、隅谷さんは外側外側を持つようにしていましたね。」
・1969年 日本グランプリロードレース

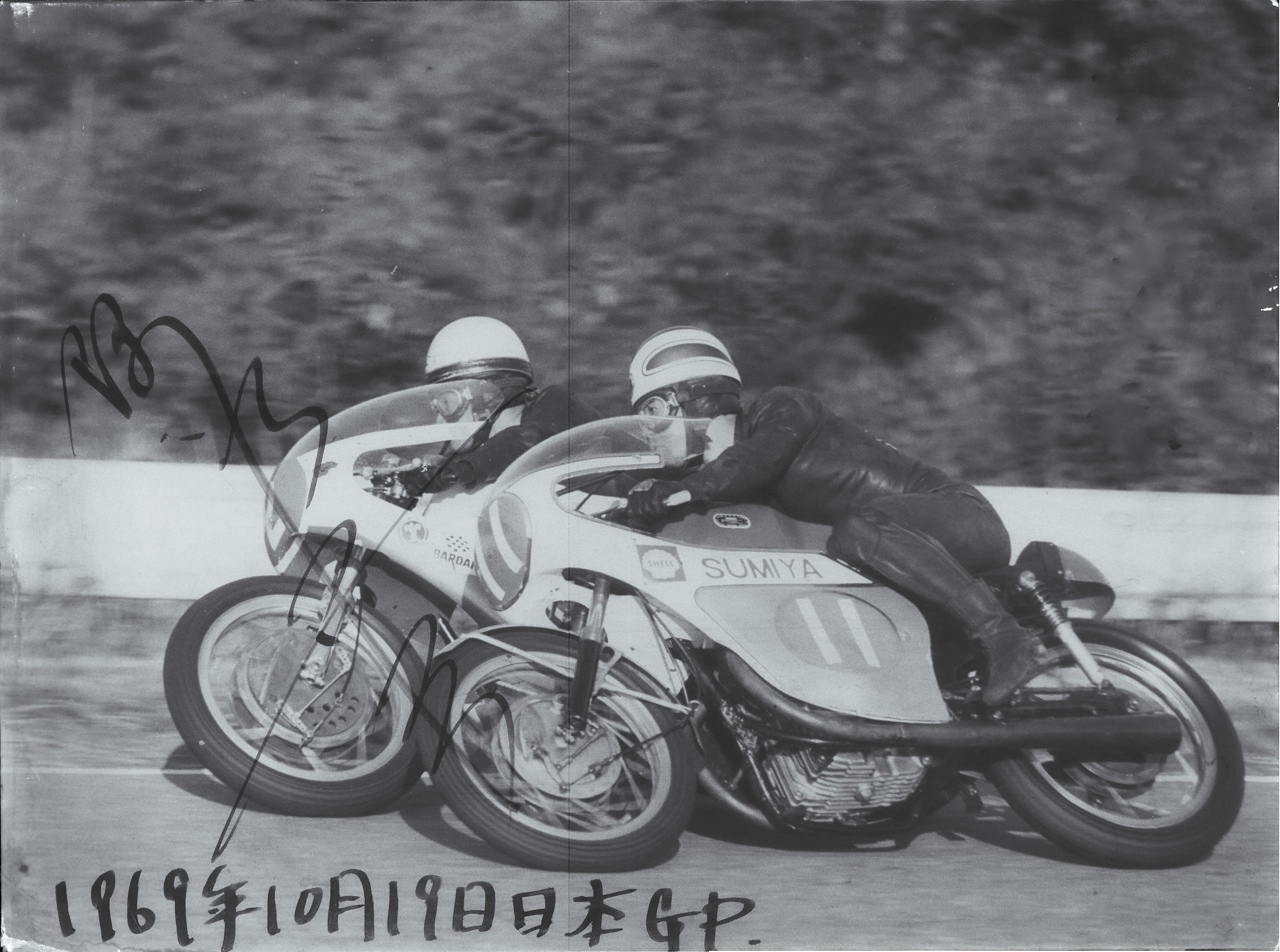
GPライダー本橋選手とのコーナーバトル。1969年10月タイトルを得た鈴鹿サーキットS字コーナーである、圧倒的なコーナリングスピードと豪快な4サイクルサウンドでファンを魅了。

全日本選手権シリーズ最終戦の日本グランプリロードレース大会は、10月18、19日の両日にわたり、三重県鈴鹿市の鈴鹿サーキットを舞台に、日本モーターサイクル協会の主催のもとに盛大に開催された。

われら仲間のMFJ会員が主役を務める”グランプリ”とあって、また泣いても笑ってもこの一戦でランキングがきまるとあって、日を追って白熱した空気が高まるいっぽう。アマチュア、ジュニア、セニアの区別なく、各自それぞれにベストを尽くして開催日を待った。

そして、大会当日の19日は素晴らしい好天のもとに明けていった。

前日の公式練習までの大きな話題としては、セニア部門で注目の隅谷守男（ブルーヘルメットMSC）が、第3戦の公式練習で自から樹立した2分37秒7のベスト・ラップを3秒2も短縮する2分34秒5の驚異的な記録をマークしたことであった。これに対して、和田正宏（神戸木の実レーシングC）も2分37秒の自己最高を、またGPライダーの本橋明泰（スポーツライダース）が3年ぶりに走る鈴鹿で2分36秒6をマークして両者の間に入ったが、いずれにせよ、これらの記録は過去の、世界選手権をかけた日本GPでの工場レーサーに匹敵するものであり、これにつられてかジュニア、アマチュア部門でもそれぞれこれまでになかったハイ・ペースで次々と記録更新が作成され、本番レースにかける期待を大なるものとした。

------そして10月19日午前9時30分天に高くコダマする花火を合図に待望の開会式を迎えた魅力たっぷりのバトンガールの行進、ムードを高める音楽隊のマーチ。この頃には、メイン・スタンドも次々とつめかけるファンによってうずまるようになり、大会名誉副総裁杉本鈴鹿市長、桜井大会副会長の挨拶、続いて47才の最年長ライダー柴正之選手の力強い選手宣誓を受けて、藤井競技総監督が開会を宣言、ここにアマチュア、ジュニア／セニアの90／125、250／251以上の3部門4レースの熱戦の火ぶたが切られた。
ー中略ー
注目の250／251クラスはまた後世に残る名勝負となった。GPライダー本橋明泰を軸に、隅谷守男、和田正宏の首位争いは、コーナーごとにファンを湧かせ、手に汗をにぎらせるスリル満点の好レースを展開したのである。まずレースはスタートで調子よく飛びだしていった本橋、和田を、隅谷が追撃するというかたちではじまった。そして、この3者は殆んど一団となって、互いに相手の弱点をつき、得意のコーナーで突きはなすという巧みなかけ引きを演じてみせた。直線コースを一気にかけ下る3者が、第一、第二、第三の複合カーブで一列となればトップは本橋、S字でトップを責めるのは隅谷、ヘヤピンはお得意の和田。そして、本橋がわずかのスキをみせればインから抜こうと隅谷が攻める。そして15周のレースも終盤ちかくになって和田が後退、ついで隅谷もはなされ、本橋の独走がはじまったかにみえたが、運命の神はまことに気まぐれ、本橋のマシンは最終周の立体交差をすぎたところでその活動を停止、そのまま蛇行して最終カーブにかかるところで、首位の座を隅谷にわたし、約10秒差で2位に終わったのである。そして3位は和田が入った。往年のレッドマン、伊藤史朗、リードの闘いを再現したようなこの好レースにしばし我を忘れたファンも多かろう。（中略）
スピードとスリル、そして名勝負の高度なテクニックに熱っぽい空気でつつまれたスタンドが、夕もやの訪れと共に静けさを取り戻している頃、テクニカルホールでは華やかなライトを浴び表彰式典が行われ、来年の再会を約して実り多かった日本グランプリの幕は閉じた。
セニア251cc以上クラス結果
1位 11 隅谷守男　2位 2本橋明泰　3位 3和田正宏　4位 10浜野明　5位 7伊波朝夫　6位 5室町健三

筆者追記：ホームストレートでは2サイクルのYAMAHA TD-2に力の劣るCB350だと、遠く離れていた両者が、１、２、S字コーナーを抜ける毎にテールトゥノーズに。そして、逆バンクの進入で並びかける・・・というシーンが十数周に渡り繰り広げられ、その結果、かどうか、今となっては分からないが、本橋選手のエンジンは音を上げ、隅谷選手が勝利の栄冠を手にした、その挑戦の姿勢を写した貴重な一枚。